# Zaur Grigorjevics Kalojev
Zaur Grigorevics Kalojev (grúzul: ზაურ კალოევი, oroszul: Заур Григорьевич Калоев; Tbiliszi, 1931. március 24. – Tbiliszi, 1997. december 23.) Európa-bajnok grúz labdarúgó.
A szovjet válogatott tagjaként részt vett az 1960-as Európa-bajnokságon.

## Sikerei, díjai
Dinamo Tbiliszi
- Szovjet bajnok (1): 1964

Lokomotyiv Moszkva
- Szovjet kupa (1): 1957

Szovjetunió
- Európa-bajnok (1): 1960

Egyéni
A szovjet bajnokság gólkirálya (2): 1959 (16 gól), 1960 (20 gól)